# Стеценко, Владислав Яковлевич
Владислав Яковлевич Стеценко (1935—2006) — советский, таджикистанский и российский математик, доктор физико-математических наук, профессор, член-корреспондент АН Таджикской ССР (1985).

## Биография
Окончил Таджикский государственный университет им. В. И. Ленина (1958) и работал там же: ассистент, преподаватель, зав. кафедрой функционального анализа. В 1962 г. защитил кандидатскую диссертацию на тему «О банаховых пространствах с двумя конусами».
С 1965 г. в Воронеже: доцент инженерно-строительного института (1965—1966), старший научный сотрудник Института автоматики и телемеханики АН СССР (1966—1968), доцент Воронежского университета (1966—1968), зав. кафедрой высшей математики технологического института (1968—1970).
В 1969 г. защитил докторскую диссертацию на тему «Исследования по теории линейных и нелинейных операторных уравнений в пространствах с конусом» и в следующем году утверждён в учёной степени доктора физико-математических наук. Профессор (1971).
В 1970—1990 снова в ТГУ им. В. И. Ленина: зав. кафедрой функционального анализа и дифференциальных уравнений (1970—1984), проректор по учебной работе (1984—1987), зав. кафедрой функционального анализа и дифференциальных уравнений (1987—1990).
С 1990 зав. кафедрой, с 2000 профессор-консультант кафедры математического анализа Ставропольского государственного университета.

## Направления научных исследований
Научные исследования посвящены решению задач теории полуупорядоченных пространств, теории операторов, приближённых методов решения операторных уравнений и краевых задач, математической экономики.
Умер 4 января 2006 года.

## Из библиографии
Соавтор 5 монографий, изданных в Москве и переведённых на иностранные языки (английский, немецкий, польский, японский), а также изданного в 1979 г. издательством Просвещение учебного пособия для средней школы «Как научиться решать задачи» (совместно с Л. М. Фридманом, Е. Н. Турецким), и нескольких учебных пособий для вузов, в т.ч.:
- Элементы теории полуупорядоченных пространств. Приближенное решение операторных уравнений : Учеб. пособие / В. Я. Стеценко, В. А. Галкина; М-во общ. и проф. образования Рос. Федерации. Ставроп. гос. ун-т. — Ставрополь : Изд-во Ставроп. гос. ун-та, 1998. — 168 с.
- Как научиться решать задачи : Беседы о решении мат. задач : Пос. для учащихся / Л. М. Фридман, Е. Н. Турецкий, В. Я. Стеценко ; Под ред. Л. М. Фридмана. — Москва : Просвещение, 1979. — 160 с.

## Почётные звания и награды
- Член-корреспондент АН Таджикской ССР (1985).

Награждён 
- орденом Трудового Красного Знамени (1976) и двумя медалями.
- Отличник просвещения СССР.
- Отличник народного образования Таджикской ССР.